# Motorola Mobility
Motorola Mobility é uma empresa estadunidense de equipamentos de telecomunicações de propriedade da Lenovo, com sede em Chicago, Illinois.
Antigamente, era a divisão de telefonia celular da Motorola, que era chamado de Personal Communication Sector (PCS) antes de 2004. Foi pioneira em telefones flip com o StarTAC, em meados da década de 1990. A Motorola teve uma liderança no mercado de celulares na era analógica, mas demorou a abraçar a tecnologia digital. Na virada do século XXI, produziu um outro produto de sucesso, o Razr, um telefone flip muito fino. Mais recentemente, produziu smartphones e tablets que usam o sistema operacional Android, do Google. Em 4 de janeiro de 2011, a divisão de celulares foi desmembrada em uma empresa separada como Motorola Mobility, enquanto o restante da empresa foi renomeada como Motorola Solutions, Inc..
Em 15 de agosto de 2011, O Google Inc. anunciou que concordou em adquirir a empresa por US$12.5 bilhões. A aquisição incluiu um portfólio considerável de patentes detidas pela Motorola. Em 13 de fevereiro de 2012 o Google recebeu aprovação final do European Commissioner for Competition e do Departamento de Justiça dos Estados Unidos. Em 19 de maio de 2012, na China, também foi aprovada a incorporação de US $ 12,5 bilhões, tornando-se a última grande comissão de negociação para aprovar a fusão. A fusão foi concluída em 22 de maio de 2012. O Google lançou oficialmente o novo logotipo e novo nome para Motorola Mobility em 26 de junho de 2013. Após a aquisição por parte da Google, a Motorola Mobility ficou conhecida como "Motorola - a Google Company".
Em janeiro de 2014, a Lenovo adquiriu a Motorola Mobility da Google por US$ 2,91 bilhões. A transação foi aprovada pelos órgãos reguladores dos Estados Unidos e China. A Google tem uma participação de 6% na Lenovo por US$ 750 milhões.
Em 7 de janeiro de 2016, durante a CES, a empresa anunciou que a marca Motorola deixará de ser usada em sua linha de produtos ao decorrer de 2016. Assim, os produtos da empresa passarão a usar a marca Lenovo, e os produtos remanescentes da Motorola seriam conhecidos como "Moto by Lenovo", apenas mantendo o logotipo M estilizado da Motorola. A empresa também assumiu a divisão de dispositivos móveis da Lenovo, e será responsável por todos os futuros dispositivos móveis de sua controladora, como a linha Lenovo Vibe.
Em março de 2017, a empresa afirmou que não iria mais se afastar do nome da Motorola, que estava em processo de substituição por "Moto by Lenovo" a fim de preservar legado da companhia.

## Produtos

### Moto X
O Moto X é um smartphone Android desenvolvido pela Motorola, foi lançado em agosto de 2013, Moto X foi o primeiro produto da empresa desde que foi adquirida pela Google em 2012. Inicialmente desenvolvido como "X Phone", o Moto X foi destinado principalmente para consumidores em geral, distinto pelos recursos de reconhecimento de voz e percepção contextual, possibilidade da personalização de cores, e por ser montado nos Estados Unidos.
O Moto X abriu oportunidades para novos celulares da empresa, dando o pontapé inicial após a Google ter comprado a empresa, podendo lançar os novos dispositivos como o Moto G e Moto E.
Em 5 de setembro de 2014, a Motorola Mobility lançou o Moto X (2ª geração). Este continuou a tendência da empresa de deixar consumidores personalizar seus dispositivos através do Moto Maker, e adicionou novas opções de personalização, como mais opções de madeira real e novas opções de couro.
Os smartphones Moto X Play e Moto X Style foram anunciados em julho de 2015, e foram liberados em setembro de 2015. Muitos clientes que encomendaram personalizados Moto X Pure Edition (vendido no Brasil como Moto X Style) através do site da Motorola sofreram atrasos para receberem seus aparelhos. Estes atrasos têm sido atribuídos a questões, incluindo: problemas de fabricação, a falta de peças necessárias para completar a montagem de telefones personalizados (frentes pretas, cartões SIM e versões 64GB), um possível redesign devido a telefones iniciais que têm um defeito que faz uma das frentes voltada para o alto-falante chocalhar em alto volume. Em agosto de 2017 foi anunciada sua 4ª geração, liberada para vendas em outubro de 2017 no Brasil.

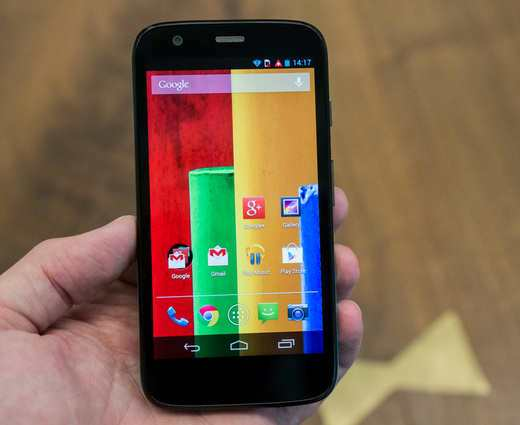
Moto G

### Moto G
Em 13 de novembro de 2013, a Motorola Mobility revelou o Moto G, o dispositivo intermediário da empresa em relação ao desempenho e preço.
Em 05 de setembro de 2014 foi lançado o Moto G (2ª Geração), sucessor do Moto G de primeira geração do ano de 2013, o dispositivo foi revelado junto com a segunda geração do Moto X, do Moto 360 e do Moto Hint na Índia e nos Estados Unidos em 5 de setembro de 2014.
Em 28 de Julho, 2015, a Motorola Mobility lançou a terceira geração da série Moto G, chamado de Moto G3, em uma conferência de imprensa em todo o mundo, em Nova Delhi, na Índia. Ele manteve a mesma tela de antes, mas atualizou o processador e a memória RAM. Além disso, tem uma certificação de resistência à água IPx7 e vem em duas variantes - 1GB de RAM/8GB ROM e RAM de 2GB/16GB ROM. O dispositivo também tem a versão mais recente (à época) do Android OS a Lollipop.
Em 17 de maio de 2016, a Motorola anunciou o Moto G4, que foi lançado nos Estados Unidos em 28 de junho de 2016. O Moto G4 é disponibilizado em 3 versões, Moto G4, Moto G4 Play e Moto G4 Plus este vem acompanhado com leitor biométrico, 16 megapixels na câmera traseira, 2 GB de memória RAM e 32 GB de armazenamento interno. Eles vem com Android Marshmallow.
Na Mobile World Congress 2017 (MWC), o Moto G5 e Moto G5 Plus foram apresentados, os dois vem com 2 GB de memória RAM, 32 GB de armazenamento interno e leitor biométrico. O visual dos modelos se parecem com a linha Moto Z, principalmente pelo visual da traseira que é metálica. Eles vem com o Android SO v7.0 Nougat. Ainda em 2017, também foram apresentados dois modelos mais básicos do Moto G5, Moto G5s e Moto G5s Plus.

### Moto Maxx
O Moto Maxx é um smartphone high-end de 2014, conhecido como Droid Turbo nos Estados Unidos e Moto Turbo na Índia. O seu sucessor é o Moto X Force, conhecido como Droid Turbo 2 nos Estados Unidos.

### Moto E
Lançado após de seu bem sucedido Moto G, o Moto E é um dispositivo destinado a competir contra feature phones, proporcionando um dispositivo de bom custo-beneficio. Esse smartphone pela primeira vez fez os proprietários e os consumidores ficarem atentos ao orçamento, com especial destaque para o mercado emergente.
O dispositivo foi apresentado em 13 de maio de 2014 e disponibilizado em lojas on-line na Índia e nos Estados Unidos no mesmo dia. Na Índia, o lançamento do Moto E foi recebido com alta demanda semelhante à da versão indiana do Moto G, que fez com que o site de comercialização on-line do dispositivo no país, chamado Flipkart, sobrecarregasse e ficasse fora do ar.
O Moto E (2ª geração) foi anunciado e lançado em 10 de março, 2015, na Índia. Lançado na sequência da sua bem-sucedida primeira geração, a segunda geração da série Moto E ainda tem como objetivo proporcionar uma experiência suave para os consumidores orientada para o orçamento. Ele aumentou o tamanho da tela para 4,5 ", mas manteve a resolução em 540 x 960px. Ele veio em duas versões, uma versão 3G suportado por um chipset Snapdragon 200 e uma versão 4G LTE suportado por um chipset Snapdragon 410. Como antes, fornecido com a mais recente (na época) versão Android 5.0 "Lollipop".

### Moto 360
O Moto 360 é um smartwatch (relógio inteligente) baseado na plataforma Android Wear. O aparelho foi anunciado em 18 de março de 2014 e lançado em 5 de setembro de 2014 nos Estados Unidos, junto com os novos modelos do Moto X, Moto G, sendo posteriormente lançado no Brasil, em 5 de novembro de 2014.

### Moto Z
O Moto Z é um smartphone modular que substituiu o Moto X em 2016, apesar de o Moto X receber uma nova versão em 2017. O Moto Z por causa de sua modularidade foi considerado um dos Smartphones Inovadores em 2016.